# Ołeksa Koroluk
Ołeksa Koroluk – ukraiński działacz społeczny, poseł do Sejmu Krajowego Galicji I i II kadencji (1861–1869), włościanin z Pobereża w powiecie Halicz.
Wybrany w IV kurii obwodu Stanisławów, z okręgu wyborczego nr 28 Stanisławów-Halicz.